# Stormbergia
Stormbergia dangershoeki is een plantenetende dinosauriër uit de Vroege Jura, behorend tot de Ornithischia en meer in het bijzonder tot de Genasauria. 
De soort werd in 2005 beschreven door Butler op grond van de vondst van drie gedeeltelijke skeletten in het huidige Zuid-Afrika. De geslachtsnaam verwijst naar de Stormbergformatie, de soortaanduiding naar de boerderij Dangershoek in buurt waarvan het fossiel gevonden is. Het holotype is SAM-PK-K1105.
Het gaat om een vrij kleine vorm die zich volgens de analyse van Butler basaal in de klade van de Genasauria bevindt en dus licht kan werpen op de vroege evolutie van die groep.
Van 2009 af hebben verschillende studies geconcludeerd dat het slechts gaat om oudere individuen van Lesothosaurus.